# Курсько-Орловська група говірок

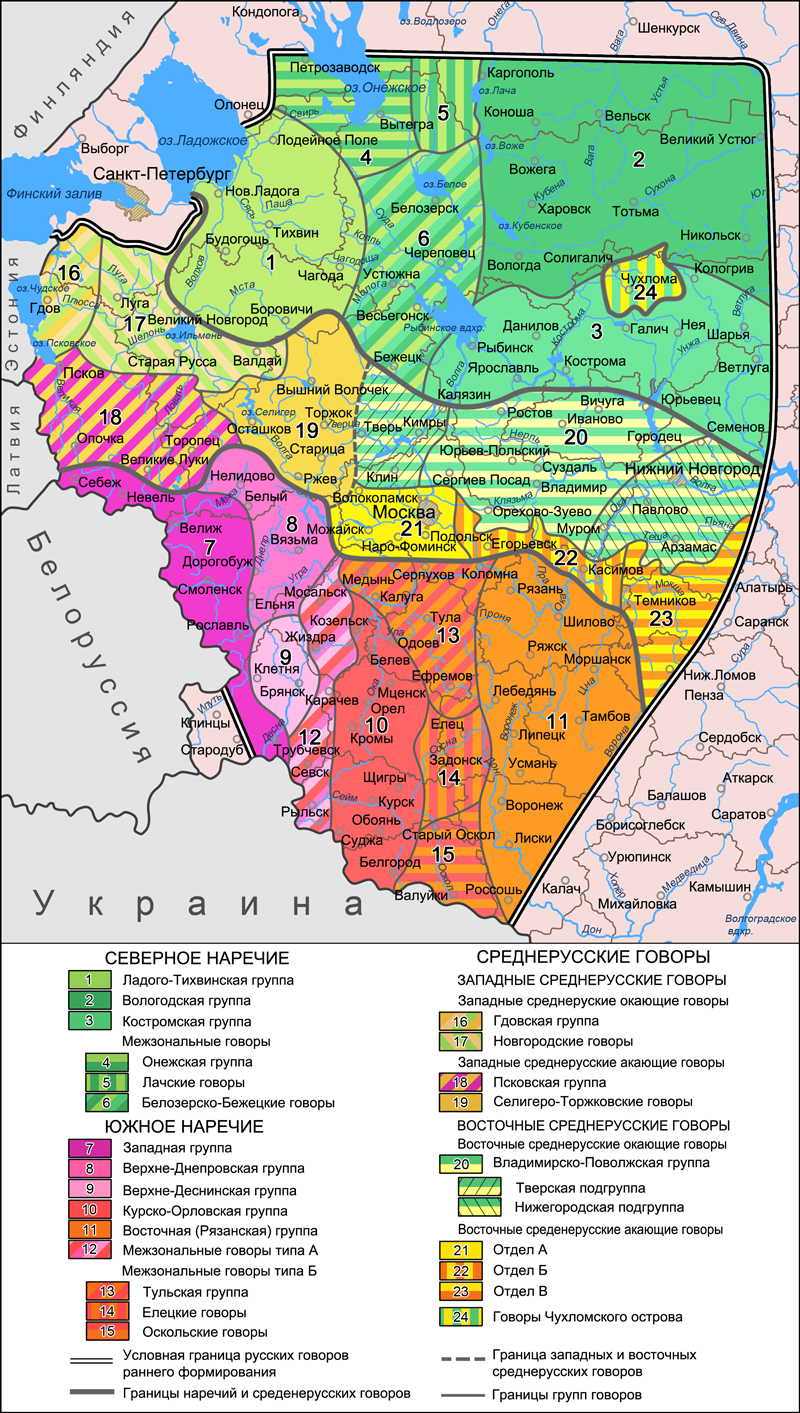
Говірки російської мови на території первинного формування (Курсько-Орлівська група позначена числом 10)

Говори Курсько-Орлівської групи є центральною групою південноруської говірки. Зі сходу та заходу межує з перехідними міжзональними групами південноруської говірки.

## Фонетика

### В області приголосних
- Наявність фрикативного /ɣ/, на місці північноруського і літературного змичного /г/. Опозиція за дзвінкістю/глухістю /ɣ/ — /х/[1][2].
- Відсутність губно-зубного звуку /ф/. Вимова /хв/ і /х/ на місці /ф/: хвартук, хворма, конхета, шахванер, кохта тощо[3][4].
- Як наслідок відсутність оглушення /в/ і /ф/ наприкінці слів[5].
- Заміна /хв/ на губно-губне /ф/: фост, фалити.
- Часта вимова на місці /в/ губно-губних /у/, /w/, /ув/, або голосного /у/ в західній та центральній групі: праўда, унук, оўса, уремя, усех, домоў, столоў, ув армию, ува сне, увашли[6].

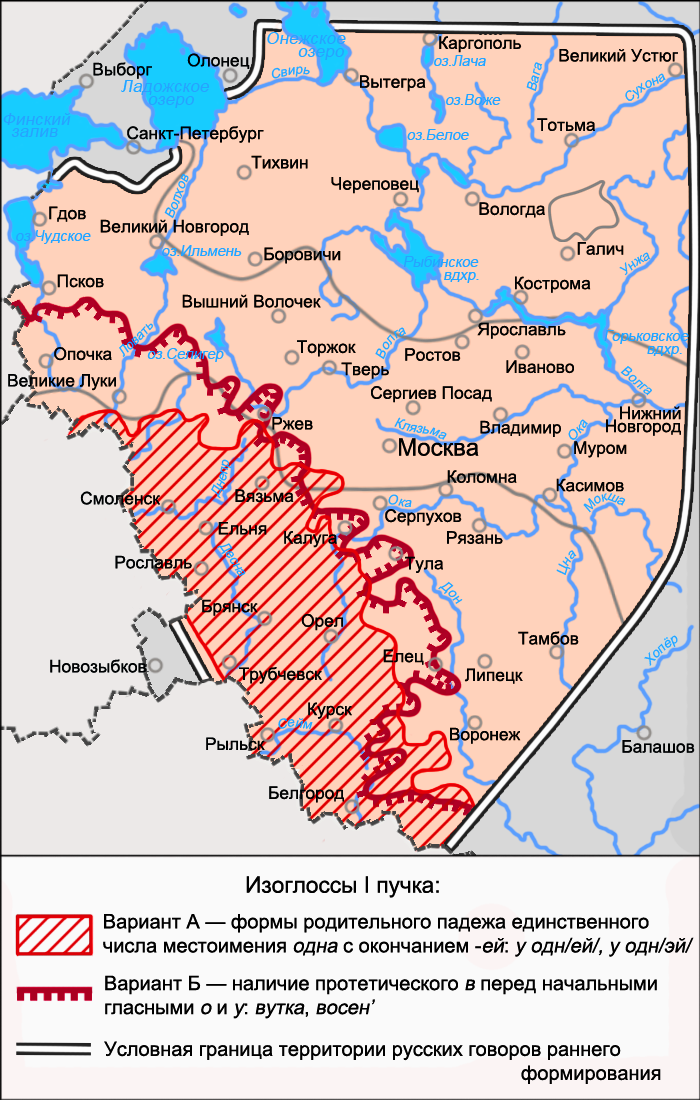
Карта поширення протетичного /в~ў/

- Епентетичні (протетичне) /в/ або /ў/ перед /о/ і /у/ (особливо ударними): во́кна, ву́лица, ву́тки[7].
- Затвердіння м'яких губних /м, б, п, в~ў/ на кінці слів: любов, голуп, сем[8].
- «Щокання» і «сокання» — вимова на місці ч м'якого /ш'/ і на місці /ц/ — /с/: щай, ущениса, куриса, шо[9][10][11].
- Вимова «щ», «сч», «ждж» як довгих м'яких /ш'ш'/ і /ж'ж'/ чи твердих /шш/ і /жж/[12][13].
- Відсутність дзекання і цекання — відсутність свистячого призвука у м'яких /д'/ і /т'/[14].
- Прогресивне асимілятивне пом'якшення /к/ після м'яких приголосних: Ванькя, Петькя, Санькя.

### У першому передударному складі

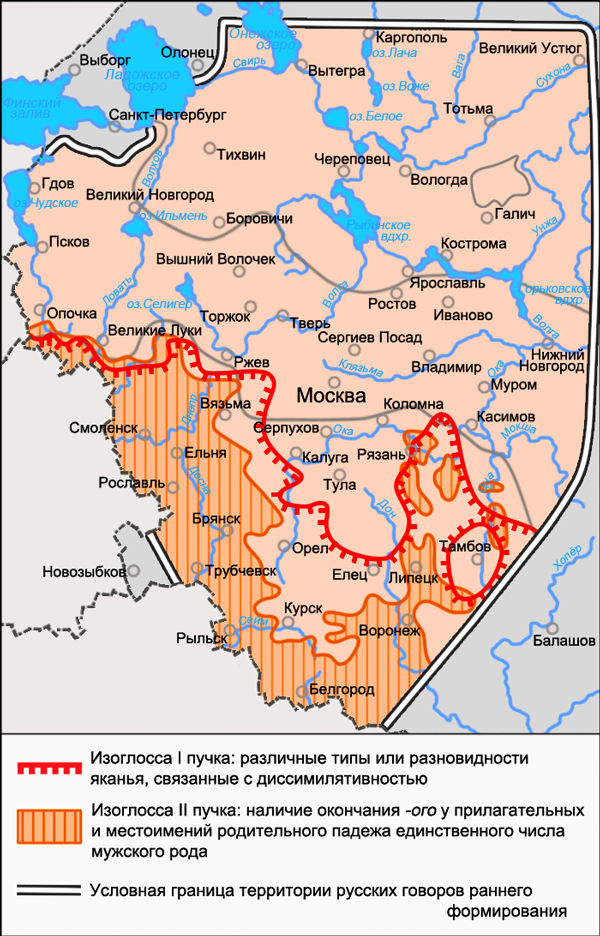
Карта поширення дисимілятивного акання

- Акання — нерозрізнення ненаголошених /о/ і /а/ в першому предударному складі[15][16].
  - Акання дисимілятивне (розподібнення ударного та передударного голосних): травинкою — травою — тръва; вадичка — вадою — въда[17].
- Якання — вимова /а/ на місці голосних /е/, /о/ та /а/ в першому передударному складі після м'яких приголосних[18][19][20].
  - Якання дисимілятивне: пято́к — пита́к, сяло́ — сила́, стя́ной — стина́[21]. А також характерна вимова: тебе — тябе, меня — мяне.
- Ікання — вимова /і/ на місці голосних /е/, /о/ та /а/ в першому передударному складі після м'яких приголосних в частині говірки: піто́к, сіла́, стіна́[18][20].

### У заударних і другому (і далі) передударному складах
- Ікання — в більшості говорів вимова /і/ на місці ненаголошених /е/, /о/ та /а/ після м'яких приголосних замість прийнятого літературного редукованого /ь/: вы́нис, вы́тину, по́иса, вы́види, о́зиро, за́иц, ме́сиц тощо[22][23].
- Акання — у частині говорів вимова /а/ на місці ненаголошених /о/, /а/ або /и/ після твердих приголосних замість прийнятого літературного редукованого /ъ/ чи /и/: ко́лас, хо́лад, малако́, стараны́, вы́мал, вибал[24][25][26].
- Икання — у деяких говорах вимова /и/ на місці ненаголошених /о/, /а/ після твердих приголосних: колис, холид, милако, стирани[27][24].

## Морфологія

### Дієслово
- Закінчення дієслів 3 ос. од. числа —ть, що відбивають давньоруське —ть, замість північноруського та літературного —т[28]: він несеть, вона идеть.
- Закінчення дієслів 3 ос. мн. числа —ть, замість північноруського та літературного —т: вони несуть, вони йдуть, вони сидять, вони косють, вони пишуть.
- Закінчення дієслів 3 ос. мн. числа I відміни -ють замість -ят[29]: видють, просють, носють, люблють, парють тощо.
- Закінчення дієслів 2 ос. од. -тя замість -те: ви несётя, ви любитя.
- Форма перфекта на -ши/-вші[30]: Дівчина приїхавши.
- Наявність простого майбутнього часу недоконаного виду, що утворюється за допомогою збільшення додаткової приставки (по-, поза- або поза-) до форми теперішнього часу.
- Утворення давноминулого часу (плюсквамперфекта) за допомогою збільшення додаткової приставки до форми минулого часу досконалого виду (позагризла) або подвоєння приставки цієї форми (поповилізли).

### Займенники

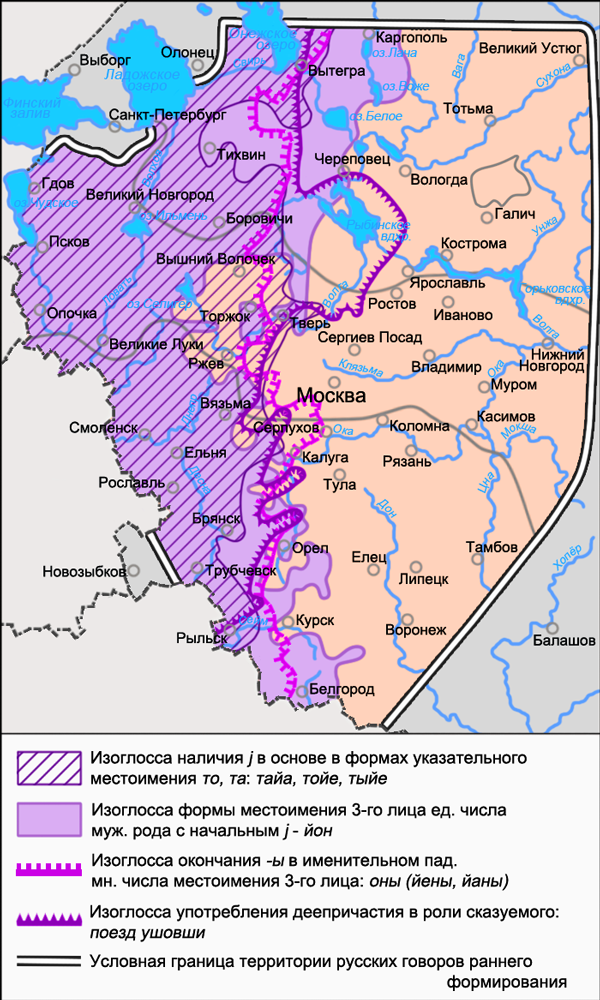
Західна діалектна зона

- Форми займенників мене, тобі, собі (з різними формами редукції: мяне, табе та ін., див. вище), що відображають давньоруські мене, тобѣ, собѣ.
- Форма займенника 3 ос. од. числа чоловік. р. йон.
- Займенники єнтот, єнта, єнто, єнти (чи з початковим е-) зі значенням «далекий»: Он енти (ті) хати. Енті (ті) жилі баɣата. Трирядова форма вказівних займенників є нехарактерною як для української, так і для літературної російської мови.

### Іменник та прикметник
- Закінчення іменників сер. р. в ім. та ор. відмінках -я замість -е: поля, воскресенья.
- Вимова закінчень род. відмінка -его, -ого через фрикативне /ɣ/, а чи не через /в/.
- Закінчення ім. відмінка мн. числа іменників середнього роду на -і/-ы: сёлы, о́кны, по́лы.
- Іменники середнього роду з ненаголошеними закінченнями відмінюються як іменники жіночого роду, тобто відносяться до I відміни: из мя́сы, к мя́се, мя́су, с мя́сой[31].
- Інверсія форм родового і давального/місцевого відмінків іменників I відміни — у Лене (род. від.), але к Лены (дав. відмінок).

### Інше
- Форми прислівників де, коли, тоді: йде, йде, ка(ɣ)да, тада[32][33].
- Форми прийменників і приставок ув, уво: ува сне́, ув Олени, увашла́, увле́сть[34].
- Слово мышь чоловічого роду мыш: мыш пробіг (миша пробігла), мыш уловив (миша спіймав).
- Вживання у розмовному мовленні конструкції типу «рятувальниками дітей знайшли».

### Словники
- Большой толковый словарь донского казачества. Около 18 000 слов и устойчивых словосочетаний / Ростовский гос. ун-т, Ф-т филологии и журналистики. — М. : Астрель, 2003. — 608 с.